# Konstruiranje
Konstruiranje je stvaralačko-duhovna aktivnost pri promišljanju najrazličitijih tehničkih sustava (alata, strojeva, postrojenja, mostova).

U procesu inženjerskog konstruiranja, inženjeri primjenjuju matematiku i temeljne znanosti kao što su fizika i kemija te njihove izvedenice kao npr. znanost o čvrstoći, znanost o toplini, mehanika fluida) kako bi pronašli nova rješenja problema ili poboljšali postojeća rješenja.

Konstruiranjem se bave konstruktori, odnosno inženjeri iz raznih područja. Pod pojmom konstrukcija najčešće se podrazumijeva opće strojarstvo (automobilska industrija, brodogradnja, zrakoplovstvo, alatničarstvo, raketna tehnika), ali i druga područja poput obrade drva itd.

Opsežne konstrukcije izrađuju se na temelju uspješno završene izrade i glavnog projekta, a jednostavne na temelju uspješnog razvoja. Prilikom konstruiranja uvijek je važno oblikovati proizvod, što se mora raditi u bliskoj suradnji s konstruktorom i dizajnerom koji se međusobno pomažu u skiciranju, crtanju priborom za crtanje prema uzorku ili određenom prijedlogu. Tako nastaje crtež koji prikazuje predmet/objekt.

Općenito je nedovoljno izgraditi tehnički uspješan proizvod, već on mora zadovoljiti i dodatne zahtjeve (dostupne resurse, fleksibilnost za buduće izmjene, troškove, sigurnost, tržišnost, produktivnost i uslužnost.). 
Inženjeri prvenstveno koriste znanje tehničkih znanosti te matematike, logike, ekonomije i odgovarajuće iskustvo kako bi pronašli prikladna rješenja za određeni problem. 
Obično postoji više razumnih rješenja, tako da inženjeri moraju procijeniti različite izbore konstrukcija i odabrati rješenje koje najbolje zadovoljava njihove zahtjeve. 
Inženjeri obično pokušavaju predvidjeti kako će njihova konstrukcija funkcionirati prema specifikacijama prije proizvodnje u punom opsegu. Koriste: prototipove, makete, modele, simulacije, destruktivne i nedestruktivne testove. Testiranje osigurava da će proizvod raditi prema očekivanjima.
Inženjeri preuzimaju odgovornost za izradu konstrukcije koja će raditi onako kako se očekuje i neće uzrokovati neželjenu štetu. Inženjeri uključuju faktor sigurnosti u svoje konstrukcije kako bi smanjili rizik od neočekivanog kvara.

## Porijeklo riječi
Riječ konstruirati dolazi iz njemačkog, francuskog ili latinskog jezika, gdje construere znači izgraditi, napraviti, složiti,  izmisliti, projektirati, realizirati svoju ideju, napraviti plan, napraviti mehanizme, razviti iz osnovnog pojma (znanost, teoriju).